# Parti social-démocrate de Hongrie
Ne doit pas être confondu avec Parti social-démocrate (Hongrie).
Pour les autres articles nationaux ou selon les autres juridictions, voir Parti social-démocrate.
Le Parti social-démocrate de Hongrie (hongrois : Magyarországi Szociáldemokrata Párt, prononcé [ˈmɒɟɒɾorsa:gi ˈsotsiaːldɛmokrɒtɒ ˈpaːɾt], MSzDP) est un parti politique hongrois de centre gauche.
Fondé en 1890, il est le plus vieux parti de Hongrie. En 1948, il fusionne avec le Parti communiste hongrois (Magyar Kommunista Párt, MKP) pour fonder le Parti des travailleurs hongrois (Magyar Dolgozók Pártja, MDP) premier parti unique de la république populaire de Hongrie. Il rompt en 1956 à la suite de l'insurrection de Budapest et poursuit ses activités à l'étranger, à travers la diaspora hongroise. Restauré en 1989, il est resté un parti d'inspiration social-démocrate, membre du Parti socialiste européen et de l'Internationale socialiste. 
Son allié traditionnel est le Parti socialiste hongrois (Magyar Szocialista Párt, MSzP). Cette alliance avec les héritiers de l'ancien parti unique justifie encore le maintien d'un autre groupement social-démocrate, le Parti social-démocrate « historique » (Történelmi Szociáldemokrata Párt, SZdP).

## Histoire

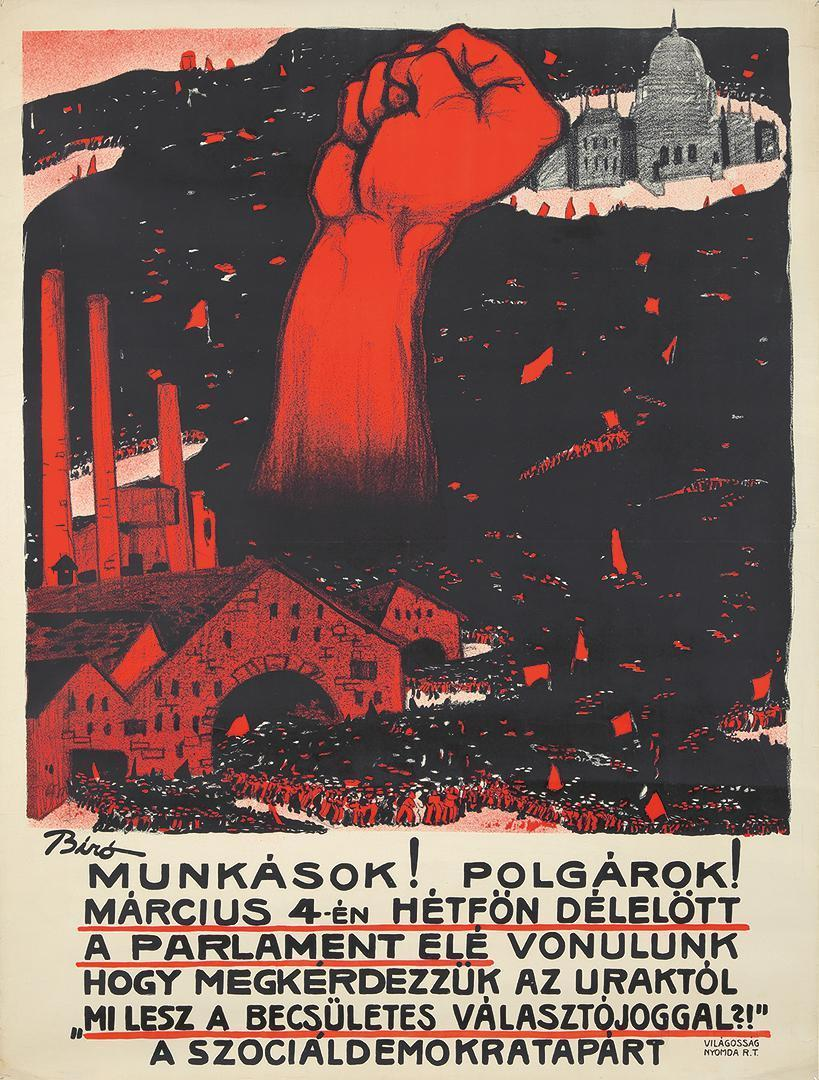
Munkások! Polgarok!, affiche appelant à la grève au nom du parti, par Mihály Bíró, Budapest, 1912.

## Résultats électoraux

### Élections législatives
| Élections                               | Nombre de voix (1er tour) | Pourcentage des exprimés (2d tour) | Nombre de voix (1er tour) | Pourcentage des exprimés (2d tour) | Nombre de sièges | Pourcentage des sièges | Rôle parlementaire |
| --------------------------------------- | ------------------------- | ---------------------------------- | ------------------------- | ---------------------------------- | ---------------- | ---------------------- | ------------------ |
| 1990                                    | 174 410                   | 3,55 %                             | 922                       | 0,03 %                             | —                | —                      | Aucun élu          |
| 1994                                    | 51 122                    | 0,95 %                             | —                         | —                                  | —                | —                      | Aucun élu          |
| 1998                                    | 5 689                     | 0,13 %                             | 3 052                     | 0,63 %                             | —                | —                      | Aucun élu          |
| 2002 ; s'est présenté aux côtés du MSzP | 41 461                    | 0,74 %                             | 40 709                    | 0,93 %                             | —                | —                      | 1                  |
| 2006 ; s'est présenté aux côtés du MSzP | —                         | —                                  | —                         | —                                  | —                | —                      | 2,                 |

## Structures associées
- Népszava a été jusqu'en 1948 l'organe officiel du Parti social-démocrate. Après la fusion du parti avec le Parti des travailleurs hongrois, ce journal devient le porte-voix quotidien des syndicats d'État. Après le changement de régime en 1989, le journal est privatisé et retrouve une ligne politique explicitement social-démocrate.